# 引力加速度
在物理学中，物体的引力加速度是指由万有引力产生的加速度，在没有其他外力作用的情况下，任何质量的物体都会在引力场中得到同样的加速度。在地球表面附近，物体的引力加速度约在 9.78米/平方秒与9.82米/平方秒之间，一般默认为标准值：9.80665米/平方秒。
一个质量为M的天体在空间某点所产生的引力加速度可以用以下公式计算：
{\displaystyle a_{g}=G{M \over r^{2}}}
其中：
M 表示天体的质量，
r 表示物体的质心到天体的距离。
G 是万有引力常数。